# Referendum abrogativo in Italia del 1985
Il referendum abrogativo in Italia del 1985 si tenne il 9 e 10 giugno ed ebbe ad oggetto la disciplina normativa che, nel corso del 1984, aveva disposto il taglio della scala mobile, segnatamente il taglio di 3 punti di contingenza.
Il 14 febbraio 1984 il governo presieduto da Bettino Craxi varò un decreto per il contenimento dell'inflazione nell'anno 1984 che, tra l'altro, congelava 3 punti della scala mobile (il cosiddetto "decreto di San Valentino"). Il provvedimento, in termini economici, rallentava il processo di adeguamento degli stipendi e dei salari dei lavoratori dipendenti all'aumento del costo della vita. Questo taglio era correlato all'introduzione di agevolazioni fiscali, blocco dell'aumento dell'equo canone, blocco delle tariffe pubbliche e varo di norme di maggior severità contro chi evadeva le tasse.

## Quadro sociale
Dopo lo shock petrolifero del 1973 che aveva portato ad anni di stagnazione e alta inflazione, nel 1979 arrivò una nuova crisi petrolifera che fece ritornare l'inflazione stessa in buona parte dell'occidente al 15-20%.
Negli anni immediatamente successivi si fecero già alcune riforme volte a contenere il fenomeno inflattivo, tra le quali la più importante fu l'accordo Scotti del gennaio 1983, con il quale le parti si impegnavano a ridurre l'inflazione al 10% già per il 1984. Al febbraio 1984, momento del varo del decreto di San Valentino, l'inflazione era già scesa al 12,5% (rispetto a oltre il 20% del 1980).
Prima di varare il decreto, Craxi aveva avuto l'assenso alle proposte di contenimento dell'inflazione avanzate dal suo governo da parte delle associazioni di categoria degli imprenditori e della CISL e della UIL, mentre la CGIL, su pressione della componente comunista maggioritaria, decise di ritirarsi dalle trattative proprio alla vigilia della sua definizione. Il 24 marzo arrivarono a Roma una trentina di treni speciali, con centinaia di migliaia di manifestanti mobilitati dal PCI. Successivamente Democrazia Proletaria e il PCI iniziarono a raccogliere le firme per un referendum abrogativo, che si tenne il 9 e il 10 giugno 1985.
Durante la campagna referendaria il pentapartito – con l'appoggio di CISL e UIL, ma anche della componente socialista minoritaria della CGIL e degli ambienti confindustriali – fronteggiò il PCI, Democrazia Proletaria, il Movimento Sociale Italiano, il Partito Sardo d'Azione e la componente comunista della CGIL.

## Posizioni dei partiti

### Sì
- Partito Comunista Italiano
- Democrazia Proletaria
- Movimento Sociale Italiano - Destra Nazionale
- Partito Sardo d'Azione

### No
- Democrazia Cristiana
- Partito Socialista Italiano
- Partito Liberale Italiano
- Partito Radicale
- Partito Socialista Democratico Italiano
- Partito Repubblicano Italiano

## Indennità di contingenza
Quesito: «Volete voi l'abrogazione dell'articolo unico della legge 12 giugno 1984, n. 219 (pubblicata in Gazzetta Ufficiale n. 163 del 14 giugno 1984), che ha convertito in legge il decreto-legge 17 aprile 1984, n. 70 (pubblicato in Gazzetta Ufficiale n. 107 del 17 aprile 1984), concernente misure urgenti in materia di tariffe, di prezzi amministrati e di indennità di contingenza, limitatamente al primo comma, nella parte che ha convertito in legge senza modificazioni l'art. 3 del decreto-legge suddetto, articolo che reca il seguente testo:
"Per il semestre febbraio-luglio 1984, i punti di variazione della misura della indennità di contingenza e di indennità analoghe, per i lavoratori privati, e della indennità integrativa speciale di cui all'art. 3 del decreto-legge 29 gennaio 1983, n. 17, convertito, con modificazioni, nella legge 25 marzo 1983, n. 79, per i dipendenti pubblici, restano determinati in due dal 1º febbraio e non possono essere determinati in più di due dal 1º maggio 1984"; nonché al penultimo comma, limitatamente a quelli di cui all'art. 3 di quest'ultimo decreto-legge, che reca il seguente testo: "Restano validi gli atti ed i provvedimenti adottati e sono salvi gli effetti prodotti ed i rapporti giuridici sorti sulla base del decreto-legge 15 febbraio 1984, n. 10" (pubblicato in Gazzetta Ufficiale n. 47 del 16 febbraio 1984)?».
Le ragioni della lotta di classe e della difesa dell'interesse economico dei lavoratori lasciavano prevedere che la maggioranza degli italiani si sarebbe schierata per il «sì», il che, secondo calcoli di Confindustria, avrebbe determinato un aggravio di spesa di 7.500 miliardi l'anno, e un aumento dell'1,2% del costo del lavoro. 
Gli elettori, che in quel momento credevano in Craxi, nel suo Governo, e nella sua volontà di rimettere a posto le finanze dello Stato, scelsero invece di mantenere il provvedimento e il 54,32% votò «no». Il successo del «no» fu in gran parte dovuto all'impegno diretto nella campagna elettorale referendaria del Presidente del Consiglio Bettino Craxi, che attribuì al «sì» effetti traumatici sulla vita del Paese e dell'esecutivo, e al dinamismo del segretario della CISL Pierre Carniti.
La decisione ostinata di intraprendere la via del referendum abrogativo sulla scala mobile è visto da alcuni storici come un grave errore politico del PCI e del suo allora segretario Alessandro Natta, risultando quindi come segnale evidente della crisi del PCI, costretto all'isolamento dopo la rottura con i socialisti di Craxi, che riteneva i comunisti massimalisti ancora legati alle vecchie concezioni marxiste-leniniste.

## Risultati
| Sì                      | 15 460 855 | 45,68 |  |  |  |  |  |  |
| No                      | 18 384 788 | 54,32 |  |  |  |  |  |  |
| Totale                  | 33 845 643 | 100   |  |  |  |  |  |  |
|                         |            |       |  |  |  |  |  |  |
| Schede bianche          | 476 829    | 1,36  |  |  |  |  |  |  |
| Schede nulle            | 636 932    | 1,82  |  |  |  |  |  |  |
| Votanti                 | 34 959 404 | 77,85 |  |  |  |  |  |  |
| Elettori                | 44 904 290 |       |  |  |  |  |  |  |
|                         |            |       |  |  |  |  |  |  |
| Esito: Quorum raggiunto |            |       |  |  |  |  |  |  |